# Hélène Cortin
Hélène Cortin, född den 7 februari 1972 i Malo-les-Bains i Frankrike, är en fransk roddare.
Hon tog OS-brons i tvåa utan styrman i samband med de olympiska roddtävlingarna 1996 i Atlanta.